# Neufmaisons
Neufmaisons és un municipi francès situat al departament de Meurthe i Mosel·la i a la regió del Gran Est. L'any 2007 tenia 224 habitants.

## Demografia

### Població
El 2007 la població de fet de Neufmaisons era de 224 persones. Hi havia 80 famílies, de les quals 12 eren unipersonals (8 homes vivint sols i 4 dones vivint soles), 28 parelles sense fills, 36 parelles amb fills i 4 famílies monoparentals amb fills.
La població ha evolucionat segons el següent gràfic:
Habitants censats

### Habitatges
El 2007 hi havia 120 habitatges, 77 eren l'habitatge principal de la família, 24 eren segones residències i 19 estaven desocupats. 116 eren cases i 4 eren apartaments. Dels 77 habitatges principals, 64 estaven ocupats pels seus propietaris, 9 estaven llogats i ocupats pels llogaters i 4 estaven cedits a títol gratuït; 8 tenien tres cambres, 17 en tenien quatre i 52 en tenien cinc o més. 53 habitatges disposaven pel capbaix d'una plaça de pàrquing. A 38 habitatges hi havia un automòbil i a 33 n'hi havia dos o més.

### Piràmide de població
La piràmide de població per edats i sexe el 2009 era:
| Homes | Edats   | Dones |
| ----- | ------- | ----- |
| 0     | 95 o +  | 0     |
| 0     | 90 a 94 | 0     |
| 0     | 85 a 89 | 0     |
| 4     | 80 a 84 | 4     |
| 0     | 75 a 79 | 8     |
| 0     | 70 a 74 | 4     |
| 8     | 65 a 69 | 0     |
| 8     | 60 a 64 | 0     |
| 4     | 55 a 59 | 4     |
| 8     | 50 a 54 | 0     |
| 12    | 45 a 49 | 16    |
| 0     | 40 a 44 | 4     |
| 4     | 35 a 39 | 0     |
| 12    | 30 a 34 | 0     |
| 0     | 25 a 29 | 12    |
| 0     | 20 a 24 | 4     |
| 4     | 15 a 19 | 16    |
| 12    | 10 a 14 | 8     |
| 4     | 5 a 9   | 4     |
| 0     | 0 a 4   | 4     |

## Economia
El 2007 la població en edat de treballar era de 155 persones, 92 eren actives i 63 eren inactives. De les 92 persones actives 80 estaven ocupades (46 homes i 34 dones) i 12 estaven aturades (5 homes i 7 dones). De les 63 persones inactives 17 estaven jubilades, 34 estaven estudiant i 12 estaven classificades com a «altres inactius».

### Ingressos
El 2009 a Neufmaisons hi havia 80 unitats fiscals que integraven 208 persones, la mediana anual d'ingressos fiscals per persona era de 15.719 €.

### Activitats econòmiques
Dels 2  establiments que hi havia el 2007, 1 era d'una empresa de comerç i reparació d'automòbils i 1 d'una empresa classificada com a «altres activitats de serveis».
L'any 2000 a Neufmaisons hi havia 6 explotacions agrícoles.

## Poblacions més properes
El següent diagrama mostra les poblacions més properes.